# Zenaspis
 (septembre 2018).
Si vous disposez d'ouvrages ou d'articles de référence ou si vous connaissez des sites web de qualité traitant du thème abordé ici, merci de compléter l'article en donnant les références utiles à sa vérifiabilité et en les liant à la section « Notes et références ».
Genre
Zenaspis est un genre éteint d'ostracodermes ayant vécu au début du Dévonien. Cet agnathe fossile fait partie de la même famille que le célèbre Cephalaspis.

## Étymologie
Son nom vient de Ζευς ou Ζηνος, Zeus, et de ασπις, bouclier.

## Description

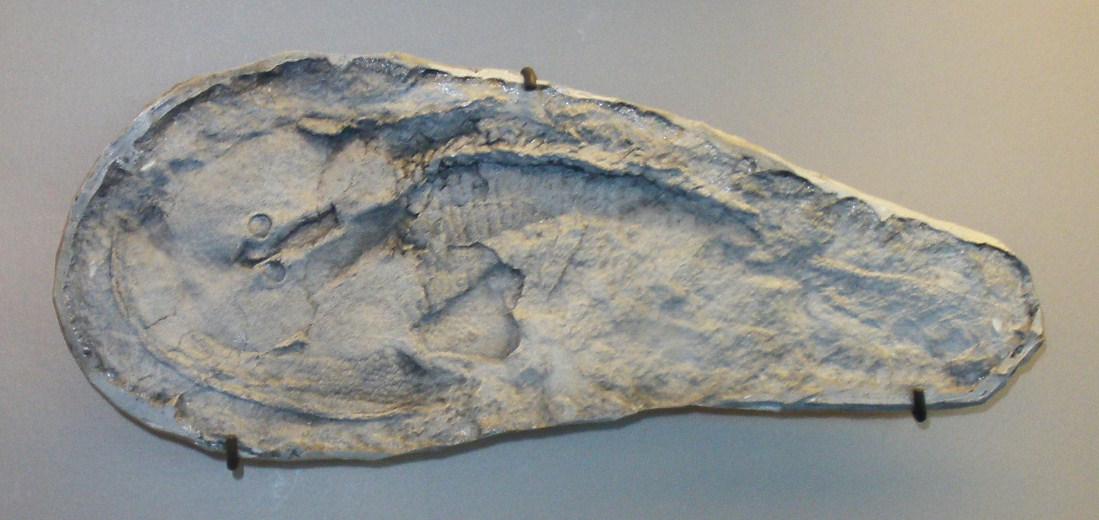
Fossile de Z. powriei.

Certaines espèces de Zenaspis mesuraient jusqu'à 25 centimètres de long. Elles broutaient tout ce qui se trouvait sur le fond marin ou dans les sédiments comme des algues[réf. nécessaire].